# Menno van Coehoornkazerne
De Menno van Coehoornkazerne is een voormalige militaire kazerne in de Nederlandse stad Arnhem. Voor de kazerne kocht de Nederlandse overheid in 1882 een stuk grond aan, aan de rand van de wijk Klarendal, waar een jaar later met de bouw werd begonnen. In 1885 werd de in neoclassicistische stijl gebouwde kazerne geopend en namen infanterieeenheden intrek in de kazerne die naar vestingbouwkundige Menno van Coehoorn werd vernoemd. De kazerne bestond uit meerdere gebouwen en kon een kleine 1000 manschappen huisvesten. Vanaf 1894 werden ook wielerregimenten opgeleid die dienden als verkenners en koeriers. Troepen van de kazerne werden tijdens de Duitse aanval op Nederland in 1940 ingezet bij de Grebbeberg.
Na de Tweede Wereldoorlog raakte het gebouw in verval en werd het in 1969 grotendeels verkocht aan de gemeente Arnhem. Een groot aantal gebouwen zijn gesloopt en aan de noordelijke en oostelijke rand van het terrein zijn woningen gebouwd. Het legeringsgebouw staat nog steeds en dient als huisvesting voor diverse functies.Er is nieuwbouw gepleegd en in maart 2014 is het geopend als een Multifunctioneel centrum (MFC)